# 韓国の選挙

韓国の選挙制度

韓国の選挙（かんこくのせんきょ）では、大韓民国の立法府である大韓民国国会と、行政府の長である大統領、地方自治団体の首長と地方議会、それぞれの選挙について解説する。

## 韓国の選挙について
制憲国会の議員を選出するために1948年5月10日に行なわれた総選挙で、自由・普通・平等・秘密の原則に基づく民主的選挙制度が導入されたが、約60年間、様々な政治的変動によって、大統領と国会議員の選挙制度は目まぐるしい変遷を遂げてきた。
1987年の民主化宣言によって成立した第六共和国では、1994年制定の公職選挙法に基づいて全ての選挙が実施されている。その為、法制定以降の韓国では大統領直接選挙制と小選挙区制を主体とした国会議員の選挙制度が定着している。
なお、韓国の投票日は水曜日と決まっている、これは大統領選挙、総選挙、統一地方選挙など、大きな選挙は全て水曜日で、投票日は祝日となる。ただし、補欠選挙の場合は祝日とならない。例えば2021年4月7日（水曜）に行われたソウル市長、釜山市長のW選挙（2021年ソウル市長補欠選挙、2021年釜山市長補欠選挙）がそれに該当する。

## 選挙制度
歴代の大統領選挙と国会議員選挙における選挙制度の詳細について紹介する。

### 大統領選挙
韓国の政治体制は大統領中心制をとっており、強大な権力を有しているため、大統領選挙は非常に重要な選挙となっている。過去に九回憲法改正が実施されてきたが、改憲の主目的は時の大統領の政権維持を目的とした大統領選挙の制度改正であった。大統領選挙は過去17回実施され、合計で10人が選出されてきたが、初代は国会議員による間接選挙、1952年に国民による直接選挙、1972年に統一主体国民会議による間接選挙制へと変更された。これは時の権力者の政権維持をするために選挙制度を自分有利に変更したためである。そして、1987年6月の｢民主化宣言｣を受けて行なわれた憲法改正によって、国民による直接選挙制度が復活し、定着するようになった。
| 代                     | 選挙実施年月日 | 選出方法                                   | 当選者     | 所属党派       | 任期       | 備考                                       |
| 第一共和国             | 第一共和国     | 第一共和国                                 | 第一共和国 | 第一共和国     | 第一共和国 | 第一共和国                                 |
| ---------------------- | -------------- | ------------------------------------------ | ---------- | -------------- | ---------- | ------------------------------------------ |
| 初代                   | 1948年7月20日  | 国会議員による間接選挙                     | 李承晩     | 無所属         | 4年        |                                            |
| 第二代                 | 1952年8月5日   | 直接選挙                                   | 李承晩     | 自由党         | 4年        |                                            |
| 第三代                 | 1956年5月15日  | 直接選挙                                   | 李承晩     | 自由党         | 4年        |                                            |
| 第四代                 | 1960年3月15日  | 直接選挙                                   | 李承晩     | 自由党         |            | 不正選挙で無効（四月革命）                 |
| 第二共和国             |                |                                            |            |                |            |                                            |
| 第四代                 | 1960年8月12日  | 民議院と参議院の両院合同会議による間接選挙 | 尹潽善     | 民主党         | 4年        | 議院内閣制導入                             |
| 第三共和国・第四共和国 |                |                                            |            |                |            |                                            |
| 第五代                 | 1963年10月15日 | 直接選挙                                   | 朴正煕     | 民主共和党     | 4年        |                                            |
| 第六代                 | 1967年5月3日   | 直接選挙                                   | 朴正煕     | 民主共和党     | 4年        |                                            |
| 第七代                 | 1971年4月27日  | 直接選挙                                   | 朴正煕     | 民主共和党     | 4年        |                                            |
| 第八代                 | 1972年12月23日 | 統一主体国民会議による間接選挙             | 朴正煕     | 民主共和党     | 6年        |                                            |
| 第九代                 | 1978年7月6日   | 統一主体国民会議による間接選挙             | 朴正煕     | 民主共和党     | 6年        | 1979年10月26日に暗殺                       |
| 第十代                 | 1979年12月6日  | 統一主体国民会議による間接選挙             | 崔圭夏     | 無所属         | 6年        | 1980年8月16日に辞任                        |
| 第十一代               | 1980年8月27日  | 統一主体国民会議による間接選挙             | 全斗煥     | 無所属         | 6年        | 1980年10月に憲法改正                       |
| 第五共和国             |                |                                            |            |                |            |                                            |
| 第十二代               | 1981年2月25日  | 大統領選挙人団による間接選挙               | 全斗煥     | 民主正義党     | 7年        | 野党候補の出馬も容認。                     |
| 第六共和国             |                |                                            |            |                |            |                                            |
| 第十三代               | 1987年12月16日 | 直接選挙                                   | 盧泰愚     | 民主正義党     | 5年        | 平和的政権交代の実現                       |
| 第十四代               | 1992年12月18日 | 直接選挙                                   | 金泳三     | 民主自由党     | 5年        | 文民政権の誕生                             |
| 第十五代               | 1997年12月18日 | 直接選挙                                   | 金大中     | 新政治国民会議 | 5年        | 韓国憲政史上初の与野党間での平和的政権交代 |
| 第十六代               | 2002年12月19日 | 直接選挙                                   | 盧武鉉     | 新千年民主党   | 5年        |                                            |
| 第十七代               | 2007年12月19日 | 直接選挙                                   | 李明博     | ハンナラ党     | 5年        |                                            |
| 第十八代               | 2012年12月17日 | 直接選挙                                   | 朴槿恵     | セヌリ党       | 5年        | 韓国初の女性大統領誕生。                   |
| 第十九代               | 2017年5月9日   | 直接選挙                                   | 文在寅     | 共に民主党     | 5年        | 朴槿恵大統領の罷免に伴い、前倒しされた。   |
| 第二十代               | 2022年3月10日  | 直接選挙                                   | 尹錫悦     | 国民の力       | 5年        |                                            |
| 第二十一代             | 2025年6月3日   | 直接選挙                                   | 李在明     | 共に民主党     | 5年        | 尹錫悦大統領の罷免に伴い、前倒しされた。   |

出典：孔義植・鄭俊坤共著『韓国現代政治を読む』芦書房、95頁の表｢大統領選挙制度の変遷過程｣を元に作成。

### 国会議員選挙の制度
国会議員選挙においても大統領与党勢力が、院内の安定多数勢力を確保するために様々な選挙制度改正が行なわれてきた。具体的には、維新体制（第四共和国）時代は国会の三分の一を大統領が推薦（事実上の任命）する制度が導入されたり、全国区の三分の二あるいは半分を第一党に自動的に配分するなどの制度が導入された。また、民主化宣言後に導入された比例代表制でも、全国区の有効得票総数が3％未満、あるいは地方選挙区の獲得議席数が五議席未満の政党には全国区議席の配分資格を与えないなど、群小政党を排除する制度が作られている。
1988年以降の第六共和国の国会議員選挙では一貫して小選挙区比例代表並立制が採用されているが、小選挙区（地域区）の比率が選挙を重ねる毎に大きくなっており、比例代表部分は二割弱に留まっている。比例代表部分は、第14代総選挙では地域区で獲得した議席数に応じて各政党に比例配分され、第15代・第16代では地域区の候補者の得票率に応じて各政党に比例議席配分されていた。だが、違憲判決を機に2004年の第17代総選挙から二票制が導入され、政党に投ぜられた得票に応じて配分される方法となった。更に、公職選挙法改正によって議席の配分方法が変更され、2020年の第21代総選挙から政党得票率と比して地域区での獲得議席が少なかった政党は配分議席数が優遇される。なお獲得票が3％未満の政党、若しくは地域区の獲得議席が5議席未満の政党は比例代表における議席配分の対象外となる。
| 代                     | 院構成     | 選挙実施年月日 | 選出方法            | 選挙制度                 | 選挙制度                 | 定数       | 任期       | 備考 |
| 第一共和国             | 第一共和国 | 第一共和国     | 第一共和国          | 第一共和国               | 第一共和国               | 第一共和国 | 第一共和国 | 第一共和国 |
| ---------------------- | ---------- | -------------- | ------------------- | ------------------------ | ------------------------ | ---------- | ---------- | --- |
| 初代総選               | 単院制     | 1948年5月10日  | 直接選挙            | 小選挙区制               | 小選挙区制               | 200        | 2年        | 憲法を制定するための制憲国会の議員を選出するために行われた。                                                                           |
| 第二代総選             | 単院制     | 1950年5月30日  | 直接選挙            | 小選挙区制               | 小選挙区制               | 210        | 4年        | 定数が前回より10議席増。 |
| 第三代総選             | 単院制     | 1954年5月20日  | 直接選挙            | 小選挙区制               | 小選挙区制               | 203        | 4年        | 定数が前回より7議席減。 |
| 第四代総選             | 単院制     | 1958年5月2日   | 直接選挙            | 小選挙区制               | 小選挙区制               | 233        | 4年        | 定数が30議席増。 |
| 第二共和国             |            |                |                     |                          |                          |            |            | |
| 第五代総選             | 両院制     | 1960年7月29日  | 直接選挙            | 民議院（下院）           | 小選挙区制               | 233        | 4年        | 民議院と参議院から構成される両院制の導入。                                                                                             |
| 第五代総選             | 両院制     | 1960年7月29日  | 直接選挙            | 参議院（上院）           | 市・道単位の 中選挙区制  | 58         | 4年        | 民議院と参議院から構成される両院制の導入。                                                                                             |
| 第三共和国・第四共和国 |            |                |                     |                          |                          |            |            | |
| 第六代総選             | 単院制     | 1963年11月26日 | 直接選挙 （一票制） | 小選挙区比例 代表並立制  | 地域区（小選挙区）       | 131        | 4年        | 無所属出馬は禁止。全国区は、地域区で第一党になった政党に、二分の一～三分の二を自動的に配分。                                           |
| 第六代総選             | 単院制     | 1963年11月26日 | 直接選挙 （一票制） | 小選挙区比例 代表並立制  | 全国区（比例代表）       | 44         | 4年        | 無所属出馬は禁止。全国区は、地域区で第一党になった政党に、二分の一～三分の二を自動的に配分。                                           |
| 第七代総選             | 単院制     | 1967年6月8日   | 直接選挙 （一票制） | 小選挙区比例 代表並立制  | 地域区（小選挙区）       | 131        | 4年        | 同上 |
| 第七代総選             | 単院制     | 1967年6月8日   | 直接選挙 （一票制） | 小選挙区比例 代表並立制  | 全国区（比例代表）       | 44         | 4年        | 同上 |
| 第八代総選             | 単院制     | 1971年5月25日  | 直接選挙 （一票制） | 小選挙区比例 代表並立制  | 地域区（小選挙区）       | 153        | 4年        | 選挙制度は前回と同じ、定数が29議席増。                                                                                                 |
| 第八代総選             | 単院制     | 1971年5月25日  | 直接選挙 （一票制） | 小選挙区比例 代表並立制  | 全国区（比例代表）       | 51         | 4年        | 選挙制度は前回と同じ、定数が29議席増。                                                                                                 |
| 第九代総選             | 単院制     | 1973年2月27日  | 直接選挙            | 地域区（中選挙区）       | 地域区（中選挙区）       | 146        | 6年        | 三分の一は大統領推薦で統一主体国民会議が選出する。無所属候補の出馬も容認。定数は8議席増。                                              |
| 第九代総選             | 単院制     | 1973年2月27日  | 間接選挙            | 大統領推薦（維新政友会） | 大統領推薦（維新政友会） | 76         | 3年        | 三分の一は大統領推薦で統一主体国民会議が選出する。無所属候補の出馬も容認。定数は8議席増。                                              |
| 第十代総選             | 単院制     | 1978年12月12日 | 直接選挙            | 地域区（中選挙区）       | 地域区（中選挙区）       | 154        | 6年        | 制度は前回と同じ、定数は9議席増。 |
| 第十代総選             | 単院制     | 1978年12月12日 | 間接選挙            | 大統領推薦（維新政友会） | 大統領推薦（維新政友会） | 77         | 3年        | 制度は前回と同じ、定数は9議席増。 |
| 第五共和国             |            |                |                     |                          |                          |            |            | |
| 第十一代総選           | 単院制     | 1981年3月25日  | 直接選挙 （一票制） | 中選挙区比例 代表並立制  | 地域区（中選挙区）       | 184        | 4年        | 全国区は地域区で第一党になった政党に、三分の二を自動的に配分。残りは地域区で各政党が獲得した議席に比例して配分される。定数は45議席増。 |
| 第十一代総選           | 単院制     | 1981年3月25日  | 直接選挙 （一票制） | 中選挙区比例 代表並立制  | 全国区（比例代表）       | 92         | 4年        | 全国区は地域区で第一党になった政党に、三分の二を自動的に配分。残りは地域区で各政党が獲得した議席に比例して配分される。定数は45議席増。 |
| 第十二代総選           | 単院制     | 1985年1月12日  | 直接選挙 （一票制） | 中選挙区比例 代表並立制  | 地域区（中選挙区）       | 184        | 4年        | 選挙制度と定数は前回と同じ |
| 第十二代総選           | 単院制     | 1985年1月12日  | 直接選挙 （一票制） | 中選挙区比例 代表並立制  | 全国区（比例代表）       | 92         | 4年        | 選挙制度と定数は前回と同じ |
| 第六共和国             |            |                |                     |                          |                          |            |            | |
| 第十三代総選           | 単院制     | 1988年4月26日  | 直接選挙 （一票制） | 小選挙区比例 代表並立制  | 地域区（小選挙区）       | 224        | 4年        | 全国区は、地域区で第一党になった政党に、二分の一を自動的に配分する。定数が前回より23議席増員。                                         |
| 第十三代総選           | 単院制     | 1988年4月26日  | 直接選挙 （一票制） | 小選挙区比例 代表並立制  | 全国区（比例代表）       | 75         | 4年        | 全国区は、地域区で第一党になった政党に、二分の一を自動的に配分する。定数が前回より23議席増員。                                         |
| 第十四代総選           | 単院制     | 1992年3月24日  | 直接選挙 （一票制） | 小選挙区比例 代表並立制  | 地域区（小選挙区）       | 237        | 4年        | 全国区のプレミア議席制度は廃止。 |
| 第十四代総選           | 単院制     | 1992年3月24日  | 直接選挙 （一票制） | 小選挙区比例 代表並立制  | 全国区（比例代表）       | 62         | 4年        | 全国区のプレミア議席制度は廃止。 |
| 第十五代総選           | 単院制     | 1996年4月11日  | 直接選挙 （一票制） | 小選挙区比例 代表並立制  | 地域区（小選挙区）       | 253        | 4年        | 全国区の議席配分方法が議席比率による配分から得票率による配分に改められる。                                                             |
| 第十五代総選           | 単院制     | 1996年4月11日  | 直接選挙 （一票制） | 小選挙区比例 代表並立制  | 全国区（比例代表）       | 46         | 4年        | 全国区の議席配分方法が議席比率による配分から得票率による配分に改められる。                                                             |
| 第十六代総選           | 単院制     | 2000年4月13日  | 直接選挙 （一票制） | 小選挙区比例 代表並立制  | 地域区（小選挙区）       | 227        | 4年        | 選挙制度は前回と同じ、定数が26議席削減された。                                                                                         |
| 第十六代総選           | 単院制     | 2000年4月13日  | 直接選挙 （一票制） | 小選挙区比例 代表並立制  | 全国区（比例代表）       | 46         | 4年        | 選挙制度は前回と同じ、定数が26議席削減された。                                                                                         |
| 第十七代総選           | 単院制     | 2004年4月15日  | 直接選挙 （二票制） | 小選挙区比例 代表並立制  | 地域区（小選挙区）       | 243        | 4年        | 二票制の導入。比例代表は政党票を基に各政党へ議席配分される方法に改正。定数が前々回と同じ299議席に戻された。                            |
| 第十七代総選           | 単院制     | 2004年4月15日  | 直接選挙 （二票制） | 小選挙区比例 代表並立制  | 比例代表                 | 56         | 4年        | 二票制の導入。比例代表は政党票を基に各政党へ議席配分される方法に改正。定数が前々回と同じ299議席に戻された。                            |
| 第十八代総選           | 単院制     | 2008年4月9日   | 直接選挙 （二票制） | 小選挙区比例 代表並立制  | 地域区（小選挙区）       | 245        | 4年        | 選挙制度と定数は前回と同じ |
| 第十八代総選           | 単院制     | 2008年4月9日   | 直接選挙 （二票制） | 小選挙区比例 代表並立制  | 比例代表                 | 54         | 4年        | 選挙制度と定数は前回と同じ |
| 第十九代総選           | 単院制     | 2012年4月11日  | 直接選挙 （二票制） | 小選挙区比例 代表並立制  | 地域区（小選挙区）       | 246        | 4年        | 地域区の定数が1名増 |
| 第十九代総選           | 単院制     | 2012年4月11日  | 直接選挙 （二票制） | 小選挙区比例 代表並立制  | 比例代表                 | 54         | 4年        | 地域区の定数が1名増 |
| 第二十代総選           | 単院制     | 2016年4月13日  | 直接選挙 （二票制） | 小選挙区比例 代表並立制  | 地域区（小選挙区）       | 253        | 4年        | 地域区の定数が7名増・比例代表の定数が7名減                                                                                             |
| 第二十代総選           | 単院制     | 2016年4月13日  | 直接選挙 （二票制） | 小選挙区比例 代表並立制  | 比例代表                 | 47         | 4年        | 地域区の定数が7名増・比例代表の定数が7名減                                                                                             |
| 第二十一代総選         | 単院制     | 2020年4月15日  | 直接選挙 （二票制） | 小選挙区比例 代表並立制  | 地域区（小選挙区）       | 253        | 4年        | 定数は前回と同じ。比例代表の議席配分は2つの計算式を用いる方法に改正。                                                                  |
| 第二十一代総選         | 単院制     | 2020年4月15日  | 直接選挙 （二票制） | 小選挙区比例 代表並立制  | 比例代表                 | 47         | 4年        | 定数は前回と同じ。比例代表の議席配分は2つの計算式を用いる方法に改正。                                                                  |

出典：孔義植・鄭俊坤共著『韓国現代政治を読む』芦書房117頁の表｢国会議員選挙制度の変遷過程｣。尚、備考に関しては西平重喜『各国の選挙－変遷と現状』（木鐸社）を参照した。

### 地方選挙
韓国における地方選挙は、朝鮮戦争最中（1950～1953）の1952年に初めて実施された。その後、1956年、1960年に選挙が行われたが、60年に選挙が行われてから半年にも満たない1961年5月に発生した軍事クーデターによって、地方議会は解散された。クーデター後に制定された第三共和国憲法の附則第7条第3項で「地方自治の実施時期は法律で別途規定する」とされたが、地方自治実施のための法律は制定されず、地方選挙は行われなかった。このような状態は第四共和国を経て第五共和国まで継続された。しかし、1987年の民主化宣言によって地方自治も復活されることになり、1991年に地方自治団体の議決機関である地方議会を構成する議員の選挙が31年ぶりに実施、1995年に執行機関である自治団体長（市長・道知事、市長・区庁長・郡守）の選挙が実施された。以後、四年毎に広域自治団体（ソウル特別市・広域市・道）と基礎自治団体（一般市・自治区・郡）の団体長と議会議員を選出するための選挙が行われている。
| 年度          | 年度          | 地方議会議員選挙                 | 地方議会議員選挙                 | 地方議会議員選挙                 | 自治団体長選挙        | 自治団体長選挙        | 自治団体長選挙        | 備考                                                           |
| 年度          | 年度          | ソウル 市議会                    | 道議会                           | 市邑面 議会                      | ソウル 市長           | 道知事                | 市邑面長              | 備考                                                           |
| ------------- | ------------- | -------------------------------- | -------------------------------- | -------------------------------- | --------------------- | --------------------- | --------------------- | -------------------------------------------------------------- |
| 1952年        | 4月25日       | －                               | －                               | 第1回                            | －                    | －                    | －                    | 一部地域では実施されず                                         |
| 1952年        | 5月10日       | －                               | 第1回                            | －                               | －                    | －                    | －                    | ソウル市と京畿道、江原道では未実施                             |
| 1956年        | 8月8日        | －                               | －                               | 第1回                            | －                    | －                    | 第1回                 | 市・邑・面の首長を直接選挙で選出                               |
| 1956年        | 8月13日       | 第1回                            | 第2回                            | －                               | －                    | －                    | －                    | ソウル市議会と京畿道、江原道の選挙が初めて実施                 |
| 1960年        | 12月12日      | 第2回                            | 第3回                            | －                               | －                    | －                    | －                    |                                                                |
| 1960年        | 12月15日      | －                               | －                               | 第2回                            | －                    | －                    | －                    |                                                                |
| 1960年        | 12月26日      | －                               | －                               | －                               | －                    | －                    | 第2回                 |                                                                |
| 1960年        | 12月29日      | －                               | －                               | －                               | 第1回                 | 第1回                 | －                    | ソウル市長と道知事を初めて直接選挙で選出                       |
| 1991年        | 3月26日       | 市・郡・自治区議員選挙           | 市・郡・自治区議員選挙           | 市・郡・自治区議員選挙           | 延期                  | 延期                  | 延期                  | 政党公薦は禁止                                                 |
| 1991年        | 6月20日       | ソウル特別市・直轄市・道議員選挙 | ソウル特別市・直轄市・道議員選挙 | ソウル特別市・直轄市・道議員選挙 | 延期                  | 延期                  | 延期                  | 政党公薦を容認                                                 |
| 1995年6月27日 | 1995年6月27日 | 第1回全国同時地方選挙            | 第1回全国同時地方選挙            | 第1回全国同時地方選挙            | 第1回全国同時地方選挙 | 第1回全国同時地方選挙 | 第1回全国同時地方選挙 | 自治団体長の直接選挙が復活。広域議会は地域区と比例区の並立制。 |
| 1998年6月4日  | 1998年6月4日  | 第2回全国同時地方選挙            | 第2回全国同時地方選挙            | 第2回全国同時地方選挙            | 第2回全国同時地方選挙 | 第2回全国同時地方選挙 | 第2回全国同時地方選挙 |                                                                |
| 2002年6月13日 | 2002年6月13日 | 第3回全国同時地方選挙            | 第3回全国同時地方選挙            | 第3回全国同時地方選挙            | 第3回全国同時地方選挙 | 第3回全国同時地方選挙 | 第3回全国同時地方選挙 | 広域議会において二票制導入。比例区は政党票に基づいて議席配分   |
| 2006年5月31日 | 2006年5月31日 | 第4回全国同時地方選挙            | 第4回全国同時地方選挙            | 第4回全国同時地方選挙            | 第4回全国同時地方選挙 | 第4回全国同時地方選挙 | 第4回全国同時地方選挙 | 基礎議会における政党公薦の容認。基礎議会地域区は中選挙区制に   |
| 2010年6月2日  | 2010年6月2日  | 第5回全国同時地方選挙            | 第5回全国同時地方選挙            | 第5回全国同時地方選挙            | 第5回全国同時地方選挙 | 第5回全国同時地方選挙 | 第5回全国同時地方選挙 | 教育監と教育議員も選出。                                       |
| 2014年6月4日  | 2014年6月4日  | 第6回全国同時地方選挙            | 第6回全国同時地方選挙            | 第6回全国同時地方選挙            | 第6回全国同時地方選挙 | 第6回全国同時地方選挙 | 第6回全国同時地方選挙 | 教育議員は済州特別自治道を除いて廃止。                         |
| 2018年6月13日 | 2018年6月13日 | 第7回全国同時地方選挙            | 第7回全国同時地方選挙            | 第7回全国同時地方選挙            | 第7回全国同時地方選挙 | 第7回全国同時地方選挙 | 第7回全国同時地方選挙 |                                                                |

出典：“自治体国際化協会編『各国の地方自治シリーズ　韓国の地方自治』 (PDF) 52～53頁、＜図表５－１＞地方選挙の実施状況”に加筆。

## 立候補
政党の党員である場合は政党の推薦、非党員の場合は選挙権者による推薦を必要とする。

### 政党候補者
政党候補者の推薦手続に関しては民主的であることが求められ、党内予備選挙を実施した際において当該政党の候補者に選出されなかった場合は選挙区からの出馬をすることができない。比例代表選挙では候補者名簿の50％以上を女性候補とすることを義務づけられ、地域区でも全選挙区の30％以上に女性候補を擁立することを求めるクオータ制が導入されている。

### 選挙権者の推薦
各選挙における選挙権者の推薦人数の要件は以下の通りである。
- 大統領選挙

5カ所以上の市・道に分散した2500人以上5000人以下
- 市・道知事選挙

当該市・道における三分の一以上の自治区・市・郡に分散した1000人以上2000人以下
- 国会議員選挙、自治区・市・郡長選挙

300人以上500人以下
- 市・道議会議員選挙

100人以上200人以下
- 自治区・市・郡議会議員選挙

50人以上100人以下

### 予備候補
予備候補は、現職候補と新人候補間における公正な競争を確保するため、選挙運動期間前に一定の選挙運動を認める制度である。大統領選挙では240日前、地域区国会議員選挙の場合は選挙日120日前から予備候補登録が開始され、予備候補登録をすることで選挙事務所を設けることができる他、電子メールや街頭での広報用名刺配布などの一定の選挙運動が行うことができる。
出典：후보자（候補者）、선거운동（選挙運動）。中央選挙管理委員会サイト

## 関連書籍
選挙結果をまとめた選挙総覧（선거총람）が、韓国・中央選挙管理委員会（중앙선거관리위원회）から発行されている。総覧には、候補者の経歴や地域別の得票数、各政党の選挙公約など、その選挙の詳細な情報が掲載されている。日本の国立国会図書館は、大統領選挙については第14代から、国会議員選挙は第13代から、地方議員選挙は91年のものと第1回全国同時地方選挙から、それぞれ所蔵している。
- 『第14代大統領選擧總覽 : 1992.12.18施行』（中央選擧管理委員會、1993年）
- 『제16대 대통령선거총람 : 2002.12.19 시행』(第16代大統領選挙総覧 : 2002.12.19施行)（중앙선거관리위원회 2003）

など。
- 『第13代 國會議員選擧總覽 : 1988.4.26』（中央選擧管理委員會、1988年）
- 『제17대 국회의원선거총람 : 2004.4.15 시행』(第17代国会議員選挙総覧 : 2004.4.15施行)（중앙선거관리의원회、2004年）

など。
- 『市・道議會議員選擧總覽 : 1991.6.20施行』（中央選擧管理委員會、1991年）
- 『第4回 全國同時地方選擧總覽 : 2006.5.31 施行』（中央選擧管理委員會、2006年）

など。
また、中央選挙管理委員会の「選挙情報センター」には「E-Book」（電子書籍）コーナーがあり、直近の選挙に関する総覧などがパソコンで閲覧できる。
- 大統領選挙
  - 제18대 대통령선거 총람 2012.12.19 시행（第18代大統領選挙総覧　2012.12.19施行）
  - 제17대 대통령선거 총람 2012.12.17 시행（第17代大統領選挙総覧 2007.12.17施行）
- 国会議員選挙
  - 제19대 국회의원선거 총람 2012.4.11시행（第19代国会議員選挙総覧　2012.4.11施行）
  - 제18대 국회의원선거 총람 2008.4.9 시행（第18代国会議員総選挙総覧 2008．4.9施行）
- 全国同時地方選挙
  - 第5回　全國同時地方選擧總覽　2010.6．2　施行
  - 第4回 全國同時地方選擧總覽 2006.5.31 施行
- 中央選挙管理委員会編『大韓民國選擧史』
  - 大韓民國選擧史　第4輯（1981.1．1～1988.2．24）
  - 大韓民國選擧史　第5輯（1988.2．25～1993.2．24）
  - 大韓民國選擧史　第6輯（1993.2．25～1998.2．24）

## 関連サイト
- 역대선거정보시스템(歴代選挙情報システム)
- 공직선거안내（公職選挙案内）.